# Alaska Nanooks
Los Alaska Nanooks (español: Osos Polares de la Universidad de Alaska Fairbanks) son los equipos deportivos de la Universidad de Alaska Fairbanks, situada en Fairbanks, Alaska. Los Nanooks participan en la División II de la NCAA, con excepción del equipo de hockey sobre hielo, que participa en la Western Collegiate Hockey Association de la División I.

## Origen del apodo
La palabra nanook deriva de la voz inupiaq nanuq, «oso polar»

## Programa deportivo
Los Nanooks compiten en las siguientes modalidades deportivas:
| Masculinos - Baloncesto - Cross - Hockey sobre hielo - Esquí | Femeninos - Baloncesto - Cross - Esquí - Natación - Vóleibol | Mixto - Rifle |